# Reiner Maurer
Reiner Maurer (Mindelheim, 16 febbraio 1960) è un allenatore di calcio ed ex calciatore tedesco, di ruolo difensore.

## Palmarès

### Giocatore

#### Competizioni nazionali
- Coppa di Germania: 1

Bayern Monaco: 1983-1984